# Вай Жень
Вай Жень (кит. трад.: 外壬; піньїнь: Wai Ren) або Бу Жень — правитель Китаю з династії Шан, брат Чжун Діна.
Правив упродовж 15 років. Владу успадкував його брат Хе Дань Цзя.